# Curación sexual
«Sexual Healing» (en España y en Hispanoamérica «Curación Sexual») es el primer episodio de la decimocuarta temporada de la serie South Park, y el episodio N° 196 en general de la serie. Fue estrenado en Comedy Central en Estados Unidos el 17 de marzo de 2010, y en Comedy Central Reino Unido el 19 de marzo de 2010. El título del episodio se deriva de la canción del mismo nombre del cantante de Soul Marvin Gaye. El capítulo fue escrito y dirigido por el cocreador de la serie, Trey Parker, fue clasificado como: TV-MA LV en los Estados Unidos. 
En el episodio, el escándalo sexual del jugador profesional de Golf Tiger Woods tiene los medios y el público frenéticos para determinar por qué los ricos y exitosos de repente anhelan relaciones sexuales con múltiples parejas. Mientras tanto, las escuelas fueron seleccionadas para probar su caso y realizan una serie de pruebas entre niños, desde 4º grado hasta bachillerato. Después de una de sus pruebas, Kyle, Kenny y Butters son diagnosticados como adictos al sexo, durante el cual el médico que administra la prueba les informa que su adicción eventualmente resultará en que se suiciden debido a la asfixia autoerótica con un disfraz de Batman (un concepto que Kenny encuentra emocionante y luego lo hace).
El episodio fue escrito y dirigido por el cocreador de la serie Trey Parker, y fue calificado como TV-MA L en los Estados Unidos. «Sexual Healing» parodia los varios elementos del escándalo de Tiger Woods, entre ellos presuntas peleas con su esposa Elin Nordegren, que se presenta como parte de un nuevo videojuego de Tiger Woods PGA Tour, jugado por Cartman, Stan y Kenny. Además de él mismo, el guion parodia la gran cantidad de atención de los medios que rodea el escándalo, y sugirió que debido a que es natural que los hombres anhelan el sexo, las acciones de Woods puede ser entendido, aunque no tolerada.
El capítulo además de parodiar del escándalo de Woods, menciona a las varias celebridades que han sufrido escándalos sexuales de la vida real, como el expresidente Bill Clinton, David Letterman, Charlie Sheen, David Duchovny y Ben Roethlisberger. El tratamiento de estas celebridades recibidas se presenta como ineficaz y ridículo, que sugieren que las celebridades no deberían tener que sufrir actos hipócritas de disculpa pública por sus transgresiones sexuales. «Sexual Healing» recibió críticas mixtas de los críticos en general.
De acuerdo con Nielsen Media Research, «Sexual Healing» fue visto por 3,7 millones de hogares, lo que es el estreno más visto de South Park desde «Rainforest Shmainforest» en 1999, y ayuda a que la noche del 17 de marzo fue la más vista del año para Comedy Central en ese punto. Poco después de la emisión del episodio, los rumores de Internet que se propagaban decían que EA Sports planeaba demandar a los creadores de South Park, Trey Parker y Matt Stone sobre su representación en el episodio. EA Sports niega específicamente las reivindicaciones.

## Trama
La nueva edición de la serie de Tiger Woods PGA Tour para juegos de vídeo incorpora elementos de los supuestos altercados físicos que Tiger Woods tuvo con su esposa sobre sus relaciones extramaritales, y se asemeja a un juego de lucha más que un simulador de golf. Entonces Cartman, Stan, Kyle y Kenny se convierten en unos grandes fanes del juego. Mientras tanto, los científicos del Centro para el Control de Enfermedades determinan que la adicción al sexo es una enfermedad alcanza proporciones epidémicas. Ellos deciden avisar a las escuelas de la enfermedad, y Kenny, Kyle y Butters son diagnosticados como adictos al sexo. Kenny muere después de intentar la asfixia autoerótica, mientras que usaba un traje de Batman, por lo que Kyle y Butters son enviados para asistir a una sesión de terapia para adictos al sexo que consisten de Michael Douglas, Michael Jordan, Ben Roethlisberger, David Duchovny, Charlie Sheen, David Letterman, Bill Clinton, Billy Bob Thornton, Kobe Bryant, Eliot Spitzer y Tiger Woods.
Al realizar un experimento con chimpancés, los CDC determina que el dinero es de alguna manera responsable de infectar a los hombres con la adicción sexual. Porque una imagen del Salón de la Independencia aparece en la parte de atrás de un billete de 100 dólares, que creen que el origen de la enfermedad de alguna manera se puede rastrear allí. Ellos presentan sus conclusiones al presidente Barack Obama, que cree que un virus de la adicción al sexo ya había sido traído a la Tierra por los extraterrestres. Acompañado del equipo SWAT en su incursión en el Independence Hall en busca del "wizard alien" que es responsable de la epidemia de adicción al sexo. Cuando un miembro del equipo sugiere que la misión es irracional y que la adicción al sexo es sólo una parte inherente del ego masculino, que es ordenada por Obama para ser remolcado lejos.
Debido a Kyle también siente que la adicción al sexo no es una enfermedad, sino más bien un deseo masculino natural que puede ser mantenido bajo control con la debida disciplina, otros sugieren que es de alguna manera inmune a un "hechizo" del asistente extranjero. Fue llevado al Salón de la Independencia, junto con Butters y ambos reciben rifles por el equipo SWAT. La ceñida del miembro del SWAT, amordazado y atado en un traje del mago extranjero, tropieza en la habitación. Bajo las órdenes del equipo SWAT, Kyle y Butters disparar al oficial disfrazado muerto y el "hechizo" se levanta repentinamente. Woods, anuncia que está curado de su adicción al sexo, y la próxima encarnación de su videojuego se centra una vez más en el golf. Cartman y Stan rechazan el nuevo juego, con Stan proclamando que "el golf es estúpido otra vez".